# Olga Bolșova
Olga Bolșova (* 16. Juni 1968 in Kischinjow, MSSR, Sowjetunion als Olga Wiktorowna Bolschowa; russisch О́льга Ви́кторовна Большо́ва, englisch Olga Bolshova) ist eine ehemalige moldauische Leichtathletin, die sich auf den Hochsprung spezialisiert hat und später auch im Dreisprung an den Start ging. Bis 1992 war sie für die Sowjetunion startberechtigt. Aktuell ist sie Inhaberin der Landesrekorde im Hoch- und Dreisprung.

## Sportliche Laufbahn
Erste internationale Erfahrungen sammelte Olga Bolșova vermutlich im Jahr 1986, als sie bei den Juniorenweltmeisterschaften in Athen mit übersprungenen 1,74 m in der Qualifikationsrunde ausschied. 1992 nahm sie für das Vereinte Team an den Olympischen Sommerspielen in Barcelona teil und verpasste dort mit 1,83 m den Finaleinzug. Im Jahr darauf schied sie bei den Hallenweltmeisterschaften in Toronto für die Republik Moldau startend mit 1,88 m in der Vorrunde aus und im August schied sie bei den Freiluft-Weltmeisterschaften in Stuttgart mit 1,87 m ebenfalls in der Qualifikationsrunde aus. 1994 gewann sie bei den Goodwill Games in St. Petersburg mit 1,93 m die Bronzemedaille hinter der Kubanerin Silvia Costa und Jelena Toptschina aus Russland. Anschließend verpasste sie bei den Europameisterschaften in Helsinki mit 1,90 m den Finaleinzug, wie auch bei den Hallenweltmeisterschaften im Jahr darauf in Barcelona mit einer Höhe von 1,85 m. Zudem schied sie auch bei den Weltmeisterschaften in Göteborg mit 1,85 m in der Qualifikationsrunde aus. 1996 gewann sie bei den Halleneuropameisterschaften in Göteborg mit 1,94 m die Bronzemedaille hinter der Rumänin Alina Astafei und Niki Bakogianni aus Griechenland. Im August nahm sie erneut an den Olympischen Sommerspielen in Atlanta teil und gelangte dort mit 1,93 m im Finale auf den elften Platz. Im Jahr darauf belegte sie bei den Hallenweltmeisterschaften in Paris mit 1,90 m den neunten Platz und gewann zuvor bei den Balkan-Hallenmeisterschaften in Piräus mit 1,91 m die Silbermedaille hinter der Rumänin Monica Iagăr. 1998 verpasste sie bei den Europameisterschaften in Budapest mit 1,87 m den Finaleinzug.
1999 siegte sie mit übersprungenen 1,91 m bei den Balkan-Hallenmeisterschaften in Piräus und im August schied sie bei den Weltmeisterschaften in Sevilla mit 1,89 m in der Qualifikationsrunde aus. Im Jahr darauf verpasste sie bei den Halleneuropameisterschaften in Gent mit 1,85 m den Finaleinzug und im September schied sie bei den Olympischen Sommerspielen in Sydney mit 1,85 m in der Vorrunde aus. 2001 belegte sie bei den Hallenweltmeisterschaften in Lissabon mit 14,17 m den vierten Platz im Dreisprung und im August gelangte sie bei den Freiluft-Weltmeisterschaften im kanadischen Edmonton mit 13,86 m im Finale auf den neunten Platz. Im Jahr darauf belegte sie bei den Europameisterschaften in München mit 14,03 m den neunten Platz im Dreisprung und anschließend gewann sie bei den Balkanspielen in Bukarest mit 13,91 m die Silbermedaille hinter der Rumänin Mihaela Gîndilă und im 100-Meter-Hürdenlauf belegte sie in 13,99 s den vierten Platz. 2003 wurde sie bei den Balkan-Hallenmeisterschaften in Athen mit 13,91 m Vierte im Dreisprung und im August schied sie bei den Weltmeisterschaften nahe Paris mit 13,95 m in der Qualifikationsrunde aus. Im Jahr darauf nahm sie zum vierten Mal an den Olympischen Sommerspielen in Athen teil und verpasste dort mit 13,90 m den Finaleinzug im Dreisprung, woraufhin sie ihre aktive sportliche Karriere im Alter von 36 Jahren beendete.
1996 wurde Bolșova moldauische Hallenmeisterin im Hochsprung.

## Persönliche Bestleistungen
- 100 m Hürden: 13,6 s, 30. März 2002 in L’Alfàs del Pi
- Hochsprung: 1,97 m, 5. September 1993 in Rieti (moldauischer Rekord)
- Dreisprung: 14,24 m (+0,6 m/s), 28. Juni 2003 in Alcalá de Henares (moldauischer Rekord)

## Persönliches
Olga Bolșova ist die Tochter des Hochspringers Wiktor Bolschow und der Hürdenläuferin Walentyna Bolschowa. Sie ist mit dem Hürdenläufer Vadim Zadoinov verheiratet. Die gemeinsame Tochter Aliona Bolsova (* 1997) ist als Tennisspielerin erfolgreich. Zu Beginn der 2000er Jahre wanderte die Familie ins spanische Palafrugell aus.